# Ivan Radić (nogometni sudac)
Ivan "Đorđe" Radić (Solin, 1930. − 21. travnja 2015.), hrvatski nogometni sudac

## Životopis
Rodio se je u Solinu 1930. godine. U mladoj dobi donio je odluku da se ne bavi nogometom kao igrač, nego kao nogometni sudac. Nogometom se bavi od 1952. godine, kad je položio sudački ispit. Brzo se pokazao sposobnim te je od niželigaškog suca već 1962. bio pokrajnji sudac u Prvoj saveznoj ligi, a od sezone 1965./66. sudi prvoligaške utakmice kao glavni sudac. Do prestanka sudačke karijere 1978. sudio je na više od dvjesta prvenstvenih utakmica i mnoštvo kvalifikacijskih utakmica za plasman u više lige, što je malo tko postigao. Dvaput je imao čast biti dijelom sudačke trojice u završnici jugoslavenskog nogometnog kupa. Priznanje je postigao na međunarodnom planu. Od 1970. do 1978. sudio je kao pomoćni sudac na 15 međunarodnih utakmica pod Fifinim znakom. Službeno se je oprostio od suđenja na prijateljskoj utakmici Hajduka i newyorškog Cosmosa 1. listopada 1980. godine.
Poslije aktivne sudačke karijere obnašao je razne dužnosti u hrvatskim organizacijama nogometnih sudaca i u Hrvatskom nogometnom savezu, od općinske do razine Hrvatske. U nogometnim je strukturama proveo 35 godina. Zbog slabijeg zdravlja napustio je rad u nogometnim organizacijama.
Umro je 2015. godine.